# Val Lewton
Wladimir Ivan Lewton, detto Val (nato Vladimir Ivanovič Leventon; Jalta, 7 maggio 1904 – Los Angeles, 14 maggio 1951), è stato un produttore cinematografico russo naturalizzato statunitense.
Le sue produzioni dal caratteristico bianco e nero fortemente contrastato, conferivano agli horror degli anni quaranta una suspense e un'angoscia basate su ciò che non si vede, che è nascosto nell'ombra.

## Carriera
Nel 1942 divenne responsabile del reparto B della casa di produzione RKO Pictures e realizzò diversi film horror, nei quali diede maggiore risalto a paure invisibili e nascoste, più che a mostri reali.

## Filmografia

### Produttore
- Il bacio della pantera (Cat People), regia di Jacques Tourneur (1942)
- Ho camminato con uno zombi (I Walked with a Zombie), regia di Jacques Tourneur (1943)
- L'uomo leopardo (The Leopard Man), regia di Jacques Tourneur (1943)
- La settima vittima (The Seventh Victim), regia di Mark Robson (1943)
- The Ghost Ship, regia di Mark Robson (1943)
- Mademoiselle Fifi, regia di Robert Wise (1944)
- Il giardino delle streghe (The Curse of the Cat People), regia di Gunther von Fritsch e Robert Wise (1944)
- Youth Runs Wild, regia di Mark Robson (1944)
- La jena (The Body Snatcher), regia di Robert Wise (1945)
- Il vampiro dell'isola (Isle of the Dead), regia di Mark Robson (1945)
- Manicomio (Bedlam), regia di Mark Robson (1946)
- My Own True Love, regia di Compton Bennett (1949)
- Credimi (Please Believe Me), regia di Norman Taurog (1950)
- La rivolta degli Apaches (Apache Drums), regia di Hugo Fregonese (1951)

### Documentari
Documentari su Val Lewton.
- Shadows in the Dark: The Val Lewton Legacy (2005)
- Val Lewton: The Man in the Shadows (2007)